# Campionati europei di sci alpinismo 2016
I Campionati europei di sci alpinismo 2016 sono stati la 8ª edizione della competizione continentale di sci alpinismo. Si sono svolti dal 5 al 7 febbraio 2016 a Les Marecottes, in Svizzera. 

## Podi

### Maschili
| Evento      | Oro              | Argento                 | Bronzo             |
| Individuale | Michele Boscacci | Kílian Jornet i Burgada | Anton Palzer       |
| Sprint      | Robert Antonioli | Iwan Arnold             | Martin Anthamatten |

### Femminili
| Evento      | Oro           | Argento             | Bronzo                  |
| Individuale | Laetitia Roux | Jennifer Fiechter   | Claudia Galicia Cotrina |
| Sprint      | Laetitia Roux | Marta Garcia Farres | Nahia Quincoces Altuna  |

## Medagliere
| Posiz. | Nazione  | Oro | Argento | Bronzo | Totale |
| ------ | -------- | --- | ------- | ------ | ------ |
| 1      | Francia  | 2   | 0       | 0      | 2      |
| 1      | Italia   | 2   | 0       | 0      | 2      |
| 3      | Spagna   | 0   | 2       | 2      | 4      |
| 4      | Svizzera | 0   | 2       | 1      | 3      |
| 5      | Germania | 0   | 0       | 1      | 1      |
| Totale | Totale   | 4   | 4       | 4      | 12     |